# 里卡多·奧爾塔
里卡多·奧爾塔（葡萄牙語：Ricardo Horta；1994年9月15日—）是一位葡萄牙足球運動員。在場上的位置是邊鋒。他現於葡萄牙足球超级联赛球隊布拉加。他也代表葡萄牙國家足球隊參賽。

## 外部連結
- 里卡多·奧爾塔於ForaDeJogo的個人資料
- 里卡多·奧爾塔在BDFutbol中的档案
- National team data （页面存档备份，存于） （葡萄牙語）
- 里卡多·奧爾塔在 National-Football-Teams.com 上的出场纪录